# FHM
FHM (англ. For Him Magazine) — английский развлекательный журнал, основанный в 1985 году Крисом Остриджем.

## История
Журнал начал издаваться в 1985 году в Великобритании под названием «For Him» и изменил своё название на «FHM» лишь в 1994 году, когда компания «Emap Consumer Media» купила журнал, хотя полное название «For Him Magazine» продолжает печататься на корешке каждого выпуска.
В феврале 2008 года FHM был продан EMAP немецкой компании Bauer Media Group.
В ноябре 2015 года было объявлено о намерении владельцев закрыть издание. Издание прекратило своё существование в начале 2016 года, веб-сайт продолжил свою работу.

## Описание
Журнал печатался на глянцевой бумаге с высококачественными фотографиями.

## FHM в России
Начал издаваться в России с 2001 года. По лицензии EMAP выпускался ИД Independent Media Sanoma Magazines.
Осенью 2006 года между Independent Media Sanoma Magazines и Издательским домом Родионова (ИДР) была достигнута договорённость о передаче лицензии последнему.
В начале 2016 года журнал перестал издаваться.
Главные редакторы журнала
- Игорь Шеин (2001—2004)
- Дмитрий Губин (2004—2007)
- Сергей Колесов (2007)
- Павел Жаворонков (2008)
- Михаил Кошелев (2008—2009)
- Вячеслав Ровнер (2009—2014)
- Алексей Исаков (2014—2016)

## 100 самых сексуальных женщин мира
Ежегодно в приложении к журналу публиковался список «100 самых сексуальных женщин мира» (англ. 100 Sexiest woman in the World).
Изначально читатели журнала FHM составляли список 100 претенденток из числа самых сексуальных и привлекательных девушек и женщин мира, а затем проводилось голосование, благодаря которому присуждались те или иные места. Окончательный рейтинг публиковался в июне.
В разные годы этот список возглавляли:
- 1995 — Клаудия Шиффер
- 1996 — Джилиан Андерсон
- 1997 — Тери Хэтчер
- 1998 — Дженни Маккарти
- 1999 — Сара Геллар
- 2000 — Дженнифер Лопес
- 2001 — Дженнифер Лопес
- 2002 — Анна Курникова
- 2003 — Хэлли Берри
- 2004 — Бритни Спирс
- 2005 — Мэри-Кэйт и Эшли Олсен
- 2006 — Кира Найтли
- 2007 — Джессика Альба
- 2008 — Меган Фокс
- 2009 — Шерил Коул
- 2010 — Шерил Коул
- 2011 — Роузи Хантингтон-Уайтли
- 2012 — Тулиса Контоставлос
- 2013 — Мила Кунис
- 2014 — Дженнифер Лоуренс[8]
- 2015 — Мишель Киган[9]
- 2016 — Марго Робби[10]
- 2017 — Галь Гадот